# 第47回全国社会人サッカー選手権大会
第47回全国社会人サッカー選手権大会（だい47かいぜんこくしゃかいじんサッカーせんしゅけんたいかい）は、2011年（平成23年）10月14日から10月19日まで岐阜県で開かれた全国社会人サッカー選手権大会である。本大会は第67回国民体育大会のリハーサル大会も兼ねている。

## 概要
本大会には32チームが参加する。出場枠は以下の通り。
- 9地域から各1チーム
- 前年度（22年度）各地域の全社連登録数の比率で22チームを配分。
- 開催都道府県を代表する1チーム

優勝、及び準優勝チームには第35回全国地域サッカーリーグ決勝大会への出場権が与えられる。ただし、本大会優勝・準優勝チームが全国地域サッカーリーグ決勝大会に各地域リーグから選出されている場合は、最大で本大会4位のチームまで出場権が繰り上げられる。
試合は40分ハーフで行われ、決着しない場合は10分ハーフの延長戦、それでもなお決着しない場合はPK戦を行う。

## 会場
飛騨市
- 飛騨古川ふれあい広場WA
- 飛騨古川ふれあい広場WB
- 飛騨古川ふれあい広場V
- 飛騨古川ふれあい広場X（人工芝）

養老町
- 養老町スマイルグラウンド

大垣市
- 浅中公園総合グラウンド陸上競技場・球技場
- 浅中公園総合グラウンド多目的広場
- 赤坂スポーツ公園（多目的広場）

## 出場チーム
北海道社会人サッカー連盟  3 チーム
- ノルブリッツ北海道(北海道)
- 札大GP(北海道)
- 六花亭マルセイズFC(北海道)

東北社会人サッカー連盟  2 チーム
- 福島ユナイテッドFC（東北1部）
- グルージャ盛岡（東北1部）

関東社会人サッカー連盟  6 チーム
- 流通経済大学FC（関東1部）
- Y.S.C.C.（関東1部）
- SC相模原（関東2部）
- 東京23FC（東京1部）
- パイオニア川越（埼玉1部）
- エリースFC東京（関東2部）

北信越社会人サッカー連盟  2 チーム
- サウルコス福井(北信越1部)
- テイヘンズFC(北信越1部)

東海社会人サッカー連盟  4 チーム
- shizuoka.藤枝MYFC（東海1部）
- トヨタ蹴球団（東海1部）
- FC刈谷（東海1部）
- マルヤス工業（東海1部）

関西社会人サッカー連盟  5 チーム
- FCマキシマ（京都1部）
- アイン食品（関西1部）
- バンディオンセ加古川（関西1部）
- アミティエSC京都（関西1部）
- TOJITSU滋賀FC（関西1部）

中国社会人サッカー連盟  3 チーム
- 松江シティFC（中国）
- 三菱自動車水島FC（中国）
- デッツォーラ島根（中国）

四国社会人サッカー連盟  2 チーム
- 愛媛FCしまなみ（四国）
- 三洋電機徳島（四国）

九州社会人サッカー連盟  4 チーム
- HOYO AC ELAN大分（九州）
- ヴォルカ鹿児島（九州）
- 三菱重工長崎（九州）
- FC KAGOSHIMA（九州）

開催県（岐阜）
- FC岐阜SECOND（東海1部）

## 試合スケジュール

### 1回戦
| #1 | 2011年10月15日 11:00 |

| SC相模原                                      | 3 - 1          | 六花亭マルセイズFC |
| 水野和樹 19分 · 吉岡航平 23分 · 森谷佳祐 36分 | 公式記録 (PDF) | 市場大資 13分      |

| 浅中公園総合グラウンド陸上競技場・球技場 |

| #2 | 2011年10月15日 13:30 |

| 三菱水島FC | 0 - 1          | グルージャ盛岡 |
|            | 公式記録 (PDF) | 金子恵 52分    |

| 浅中公園総合グラウンド陸上競技場・球技場 |

| #3 | 2011年10月15日 11:00 |

| FC岐阜SECOND                                                              | 6 - 3          | 松江シティFC                        |
| 松江克樹 12分, 24分, 39分 · 細野元伸 19分 · 瀬古朋広 67分 · 栗本幸治 80分 | 公式記録 (PDF) | 尾島徹哉 26分, 46分 · 松本弘樹 52分 |

| 浅中公園総合グラウンド多目的広場 |

| #4 | 2011年10月15日 13:30 |

| ヴォルカ鹿児島 | 1 - 0          | パイオニア川越 |
| 山田裕也 78分  | 公式記録 (PDF) |                |

| 浅中公園総合グラウンド多目的広場 |

| #5 | 2011年10月15日 11:00 |

| 愛媛FCしまなみ  | 1 - 0          | トヨタ蹴球団 |
| 小笠原宏樹 73分 | 公式記録 (PDF) |              |

| 赤坂スポーツ公園（多目的広場） |

| #6 | 2011年10月15日 13:30 |

| バンディオンセ加古川 | 0 - 2          | サウルコス福井                |
|                      | 公式記録 (PDF) | 河村太郎 73分 · 猪島一哲 73分 |

| 赤坂スポーツ公園（多目的広場） |

| #7 | 2011年10月15日 11:00 |

| 流通経済大学FC | 1 - 2          | FC KAGOSHIMA                |
| 水木将人 17分  | 公式記録 (PDF) | 田上裕 52分 · 前田将大 73分 |

| 養老町スマイルグラウンド |

| #8 | 2011年10月15日 13:30 |

| マルヤス工業 | 0 - 4          | アミティエSC京都                                  |
|              | 公式記録 (PDF) | 菊池亮 20分, 55分 · 山上泰寛 64分 · 下中慎平 80分 |

| 養老町スマイルグラウンド |

| #9 | 2011年10月15日 11:00 |

| デッツォーラ島根                  | 2 - 2 (延長)   | ノルブリッツ北海道                  |
| 隅田航 24分 · 清水俊典 32分       | 公式記録 (PDF) | 山田庸介 47分, 77分                 |
|                                   | PK戦           |                                     |
| 平田翔太 隅田航 田平謙 幸野屋敏行 | 4 - 2          | 倉谷悠太 松田隆志 三浦功司 三瓶宏樹 |

| 飛騨古川ふれあい広場WA |

| #10 | 2011年10月15日 13:30 |

| shizuoka.藤枝MYFC                                 | 4 - 2 (延長)   | アイン食品          |
| アラン 7分, 100分 · 石田祐樹 72分 · 納谷協成 99分 | 公式記録 (PDF) | 坂本勇一 21分, 40分 |

| 飛騨古川ふれあい広場WA |

| #11 | 2011年10月15日 11:00 |

| テイヘンズFC | 0 - 3          | Y.S.C.C.                                    |
|              | 公式記録 (PDF) | 辻正男 22分 · 平間直道 28分 · 須原明康 42分 |

| 飛騨古川ふれあい広場WB |

| #12 | 2011年10月15日 13:30 |

| HOYO AC ELAN大分                        | 3 - 1          | TOJITSU滋賀FC |
| 長正之 32分 · 原一生 60分 · 堀健人 72分 | 公式記録 (PDF) | 田中将吾 3分  |

| 飛騨古川ふれあい広場WB |

| #13 | 2011年10月15日 11:00 |

| エリースFC東京 | 0 - 2 (延長)   | 三菱重工長崎                  |
|                | 公式記録 (PDF) | 葉山秀一 81分 · 原田武男 84分 |

| 飛騨古川ふれあい広場V |

| #14 | 2011年10月15日 13:30 |

| 札大GP                            | 3 - 0          | 三洋電機徳島 |
| 畠山直人 3分, 79分 · 菅原康介 9分 | 公式記録 (PDF) |              |

| 飛騨古川ふれあい広場V |

| #15 | 2011年10月15日 11:00 |

| FCマキシマ | 0 - 3          | 東京23FC                                     |
|            | 公式記録 (PDF) | 山本孝平 3分 · 山下亮介 13分 · 山本恭平 56分 |

| 飛騨古川ふれあい広場X |

| #16 | 2011年10月15日 13:30 |

| FC刈谷                                    | 4 - 1          | 福島ユナイテッドFC |
| 大石治寿 17分, 25分, 49分 · 征矢貴裕 52分 | 公式記録 (PDF) | 清水純 80+1分      |

| 飛騨古川ふれあい広場X |

### 2回戦
| #17 | 2011年10月16日 11:00 |

| SC相模原                              | 3 - 1 (延長)   | グルージャ盛岡 |
| 森谷佳祐 71分, 100分 · 松本祐樹 100分 | 公式記録 (PDF) | 加藤浩史 76分  |

| 養老町スマイルグラウンド |

| #18 | 2011年10月16日 11:00 |

| FC岐阜SECOND  | 1 - 0 (延長)   | ヴォルカ鹿児島 |
| 瀬古朋広 85分 | 公式記録 (PDF) |                |

| 赤坂スポーツ公園（多目的広場） |

| #19 | 2011年10月16日 13:30 |

| 愛媛FCしまなみ   | 1 - 0 (延長)   | サウルコス福井 |
| 森川龍誠 100+1分 | 公式記録 (PDF) |                |

| 養老町スマイルグラウンド |

| #20 | 2011年10月16日 13:30 |

| FC KAGOSHIMA                  | 2 - 0          | アミティエSC京都 |
| 前田将大 20分 · 谷口堅三 30分 | 公式記録 (PDF) |                  |

| 赤坂スポーツ公園（多目的広場） |

| #21 | 2011年10月16日 11:00 |

| デッツォーラ島根 | 1 - 2          | shizuoka.藤枝MYFC             |
| 清水俊典 55分    | 公式記録 (PDF) | 奈良林寛紀 75分 · アラン 78分 |

| 飛騨古川ふれあい広場X |

| #22 | 2011年10月16日 11:00 |

| Y.S.C.C.                                        | 4 - 2          | HOYO AC ELAN大分    |
| 青田翔 19分 · 辻正男 33分, 48分 · 吉田明生 80分 | 公式記録 (PDF) | 中嶋雄大 11分, 61分 |

| 飛騨古川ふれあい広場V |

| #23 | 2011年10月16日 13:30 |

| 三菱重工長崎                                                                              | 1 - 1 (延長)   | 札大GP                                                                              |
| 浜本拓哉 22分                                                                             | 公式記録 (PDF) | 畠山直人 80+1分                                                                     |
|                                                                                           | PK戦           |                                                                                     |
| 戸田翔太 木藤健太 浜本拓哉 加藤寿一 吉田慎吾 西尾浩太郎 土本渉 安部真一 江濱慎介 佐藤信之 | 10 - 9         | 菅原康介 畠山直人 西田謙太 濱田克大 澤田恒 古川毅 小島徹士 金平健吾 金谷駿 工藤和也 |

| 飛騨古川ふれあい広場X |

| #24 | 2011年10月16日 13:30 |

| 東京23FC                    | 2 - 0          | FC刈谷 |
| 田村聡 42分 · 山本孝平 60分 | 公式記録 (PDF) |        |

| 飛騨古川ふれあい広場V |

### 準々決勝
| #25 | 2011年10月17日 13:30 |

| SC相模原                        | 2 - 1          | FC岐阜SECOND  |
| 金澤大将 28分 · 村野太一 80+3分 | 公式記録 (PDF) | 松江克樹 66分 |

| 赤坂スポーツ公園（多目的広場） |

| #26 | 2011年10月17日 11:00 |

| 愛媛FCしまなみ                        | 3 - 2 (延長)   | FC KAGOSHIMA               |
| 柏木亨太 53分, 91分 · 柏木健太郎 69分 | 公式記録 (PDF) | 田上裕 6分 · 前田将大 59分 |

| 赤坂スポーツ公園（多目的広場） |

| #27 | 2011年10月17日 11:00 |

| shizuoka.藤枝MYFC | 1 - 0          | Y.S.C.C. |
| 橋本巧 15分       | 公式記録 (PDF) |          |

| 飛騨古川ふれあい広場WA |

| #28 | 2011年10月17日 11:00 |

| 三菱重工長崎 | 0 - 1          | 東京23FC      |
|              | 公式記録 (PDF) | 田村聡 80+1分 |

| 飛騨古川ふれあい広場WB |

### 準決勝
| #29 | 2011年10月18日 11:00 |

| SC相模原                            | 3 - 0          | 愛媛FCしまなみ |
| 齋藤将基 12分, 27分 · 吉岡航平 55分 | 公式記録 (PDF) |                |

| 浅中公園総合グラウンド多目的広場 |

| #30 | 2011年10月18日 13:30 |

| shizuoka.藤枝MYFC | 0 - 1          | 東京23FC      |
|                   | 公式記録 (PDF) | 中山友規 25分 |

| 浅中公園総合グラウンド多目的広場 |

### 3位決定戦
| #31 | 2011年10月19日 10:00 |

| 愛媛FCしまなみ  | 1 - 2          | shizuoka.藤枝MYFC         |
| 柏木健太郎 47分 | 公式記録 (PDF) | 橋本巧 30分 · 土佐剛 42分 |

| 浅中公園総合グラウンド陸上競技場・球技場 |

### 決勝
| #32 | 2011年10月19日 13:00 |

| SC相模原 | 0 - 1          | 東京23FC    |
|          | 公式記録 (PDF) | 田村聡 68分 |

| 浅中公園総合グラウンド陸上競技場・球技場 |

## 最終順位
最終順位は以下の通り。
1. 東京23FC
2. SC相模原
3. shizuoka.藤枝MYFC
4. 愛媛FCしまなみ

優勝した東京23FCに地域決勝出場権が与えられた。なお、2位のSC相模原はJリーグ加盟を標榜するクラブに対する優遇措置により、3位のshizuoka.藤枝MYFCは地域リーグ優勝により、それぞれ既に地域決勝出場権を獲得しており、4位の愛媛FCしまなみは地域リーグ優勝もチーム事情により地域決勝出場権を返上している（四国からは2位の黒潮FCが繰り上げで出場権獲得）ため、本大会からの地域決勝出場権獲得は1チームのみとなって地域決勝に進出する12クラブに満たず、規定により関西1部リーグ2位のバンディオンセ加古川が地域決勝出場を決定した。